# Cucina austriaca
La cucina austriaca è l'espressione dell'arte culinaria sviluppata in Austria, con una notevole influenza dei paesi storicamente parte dell'impero austro-ungarico. Pertanto si ritrovano contaminazioni da parte delle tradizioni alimentari di Repubblica Ceca, Ungheria, Germania, Italia, dell'ex Iugoslavia, e in tempi recenti perfino di Grecia e Turchia, già di per sé ancorate alle tradizioni dei popoli di lingua tedesca.

## Primi piatti
Popolare nella cucina austriaca è la zuppa. Tra le più celebri vi sono:
- Tomatencremesuppe: zuppa composta a base di pomodori rossi e gialli
- Grießnockerlsuppe: gnocchetti di semolino in brodo
- Leberknödelsuppe: gnocchetti di fegato in brodo
- Fischbeuschelsuppe: a base di carpa
- Zwiebelsuppe: zuppa di cipolle
- Nudelsuppe: pasta in brodo
- Kürbiscremesuppe: una crema di zucca, con crostini di pane e olio
- Frittatensuppe: composta da strisce di crespella in brodo.[4]

## Secondi piatti
Tra i secondi piatti ritroviamo il Wiener Schnitzel, pietanza che assomiglia molto alla cotoletta alla milanese; il Kalbsrahmgulasch, uno spezzatino di vitello con canederli a base di pane; lo Zwiebelrostbraten, costata di manzo arrostita accompagnata con della cipolla; il Tiroler Gröstl, costituito da carne cotta assieme a uova e patate e la Gefüllte Paprika, peperoni riempiti con sugo di pomodoro e della carne.

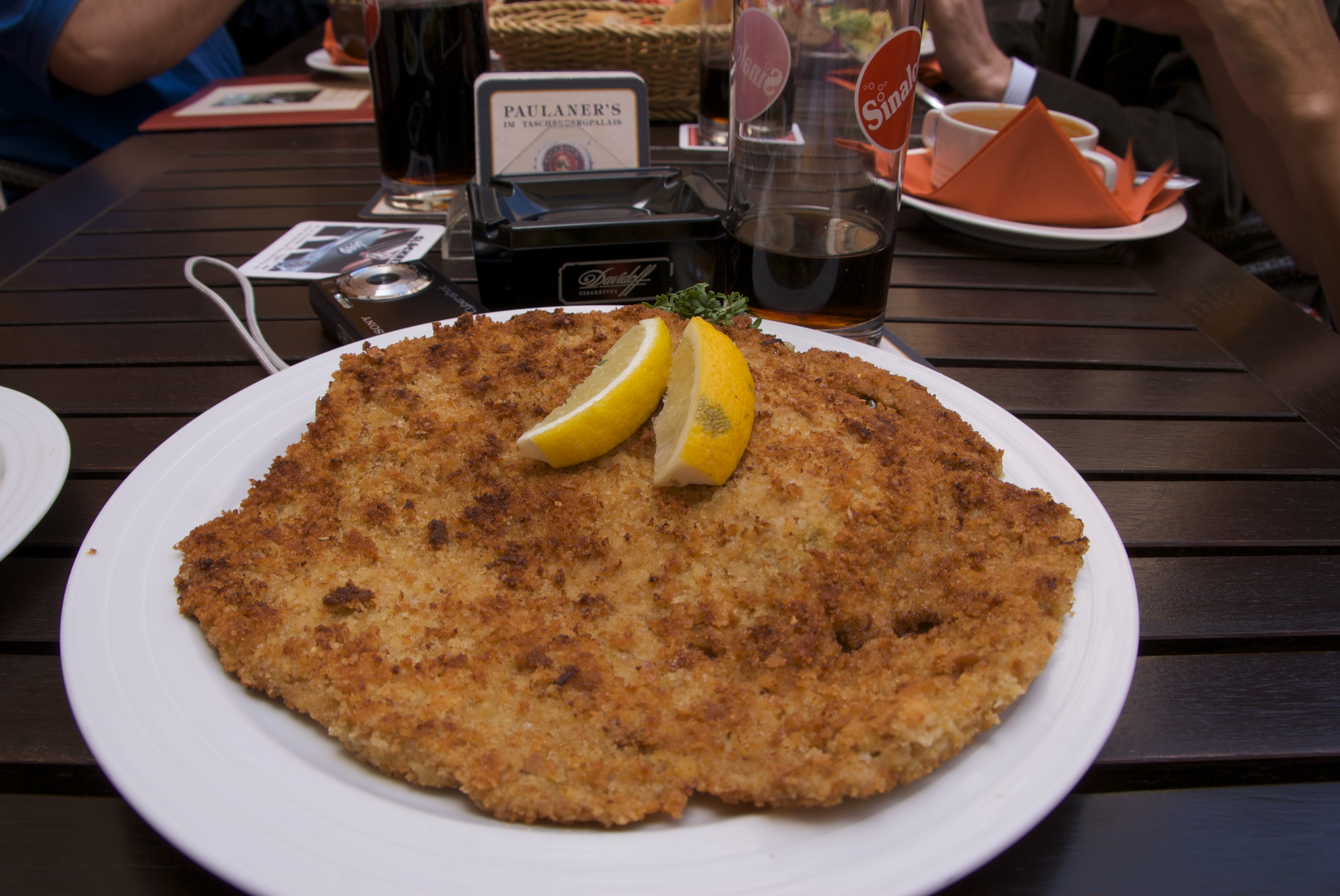
Una Wiener Schnitzel

Come contorni, questo tipo di cucina condivide, con la cucina tedesca e svizzera, la tipica insalata di patate. A base di patate è anche il Kartoffelkäse (letteralmente, formaggio di patate), che - nonostante il nome - non contiene formaggio: è una crema spalmabile a base di purea di patate e panna acida aromatizzate. Inoltre un tipico pane rotondo, originario dell'Austria, è chiamato kaiser. Tipici sono anche i würstel viennesi, che assieme ad altri tipi di salsicce, tra cui quelle tedesche (come bratwurst o käsekrainer), vengono impiegati per preparare piatti come currywurst o hot dog nei vari chioschi (conosciuti come würsteland) sparsi per Vienna.

## Dolci

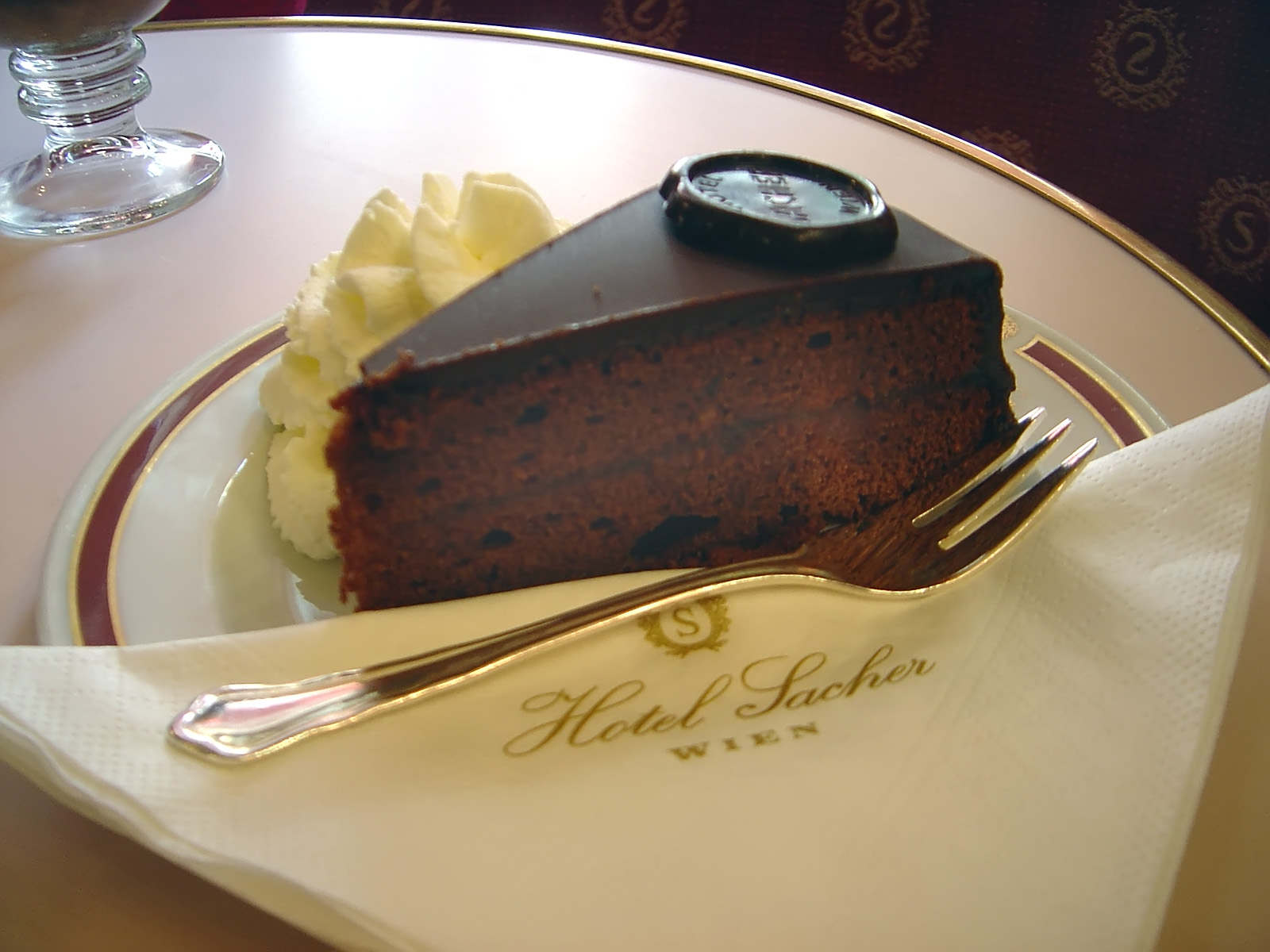
La torta Sacher originale, così come servita presso l'Hotel Sacher di Vienna

Nella cultura culinaria austriaca, riveste notevole importanza la torta Sacher, nata nel 1832 e la cui ricetta originale è segreta. Tipico del paese è anche lo strudel oltre ai Marillenknödel, ai Germknödel e alla Kaiserschmarrn.

## Bevande
Tra le bevande analcoliche è consumato il succo di mela (Apfelsaft), a volte diluito con acqua gassata (Apfelschorle). Tipico dei resort sciistici è lo Skiwasser, un cocktail analcolico a base di sciroppo di lampone, succo di limone e acqua. Tra gli alcolici, il Paese vanta una notevole produzione di vino e birra. Una tipica bevanda austriaca viene chiamata Almdudler.